# Thomas Scully
Thomas Scully (Invercargill, 14 de enero de 1990) es un deportista neozelandés que compite en ciclismo en las modalidades de ruta y pista, especialista en las pruebas de puntuación y madison.
Ganó una medalla de plata en el Campeonato Mundial de Ciclismo en Pista de 2014, en la carrera por puntos.

## Medallero internacional
| Campeonato Mundial | Campeonato Mundial | Campeonato Mundial | Campeonato Mundial |
| Año                | Lugar              | Medalla            | Competición        |
| ------------------ | ------------------ | ------------------ | ------------------ |
| 2014               | Cali (Colombia)    | Medalla de plata   | Puntuación         |

## Palmarés

### Ruta
2013
- 1 etapa del Tour de Normandía

2016
- 1 etapa de los Boucles de la Mayenne
- 2.º en el Campeonato de Nueva Zelanda Contrarreloj

2017
- 1 etapa de la Ruta del Sur

2019
- 3.º en el Campeonato de Nueva Zelanda en Ruta

### Pista
2009
- Campeonato de Nueva Zelanda en Madison  (con Shane Archbold)

2010
- Campeonato de Nueva Zelanda en Scratch

2014
- 2.º en el Campeonato Mundial Puntuación
- Juegos de la Commonwealth en Puntuación

## Resultados en Grandes Vueltas y Campeonatos del Mundo
| Carrera              | Carrera              | 2012 | 2013 | 2014 | 2015 | 2016 | 2017  | 2018  | 2019  | 2020 | 2021  | 2022 | 2023 |
| -------------------- | -------------------- | ---- | ---- | ---- | ---- | ---- | ----- | ----- | ----- | ---- | ----- | ---- | ---- |
|                      | Giro de Italia       | —    | —    | —    | —    | —    | —     | Ab.   | —     | —    | —     | —    | —    |
|                      | Tour de Francia      | —    | —    | —    | —    | —    | —     | 129.º | 135.º | —    | —     | —    | —    |
|                      | Vuelta a España      | —    | —    | —    | —    | —    | 153.º | —     | —     | —    | 125.º | —    | —    |
| Mundial en Ruta      | Mundial en Ruta      | —    | —    | —    | —    | —    | —     | —     | —     | —    | Ab.   | —    | —    |
| Mundial Contrarreloj | Mundial Contrarreloj | —    | —    | —    | —    | —    | —     | —     | —     | —    | 23.º  | —    | —    |

| —: No participó | Ab: Abandono |